# 빛의 아버지: 파이널 판타지 XIV
《빛의 아버지: 파이널 판타지 XIV》(일본어: 劇場版 ファイナルファンタジーXIV 光のお父さん)은 2019년 공개된 일본의 실사 및 애니메이션 영화이다. 스토리 내용은 원작 드라마와 유사하지만, 원작에 없는 아키오의 여동생이 등장하는 등 여러 부분이 변경되었다.

## 출연진
- 사카구치 겐타로 - 이와모토 아키오 역
- 요시다 고타로 - 이와모토 아키라 역
- 야마모토 마이카 - 이와모토 미키 역
- 자이젠 나오미 - 이와모토 유키코 역
- 사쿠마 유이 - 이데 사토미 역
- 마에하라 코우 - 겐스케 역
- 이마이즈미 유이 - 가타오카 역
- 노노무라 하나노 - 오가사와라 역
- 와다 마사토 - 나카지마 히데타카 역
- 야마다 준다이 - 미하라 겐이치로 역
- 사토 류타 - 요시이 신타로 역
- 난조 요시노 - 마이디 (목소리) 역
- 고토부키 미나토 - 아루짱 (목소리) 역
- 유우키 아오이 - 기린짱 (목소리) 역

## 수상
- 2019년 제20회 샌디에고 아시안 영화제 후보 아시아 팝
- 2019년 제23회 판타지아 영화제 수상 관객상 - 베스트 아시아 (동상) : 노구치 데루오 외 1명